# 松沢正太郎
松沢 正太郎（まつざわ しょうたろう、1913年 - 2007年5月16日）は、東京青雲会初代事務局長。元東京青雲会顧問。東京青雲会創設メンバーの一人として知られた。愛称は「マッチャン」。

## 来歴
1955年、製パン業界の業界団体である東京青雲会の創立に参画。東京青雲会の中心メンバーとして活躍。事務局長として小麦の配給や製パン業者への情報提供などを担当し、日本の製パン業界の発展に尽力した。また、国政貢献事業にも参画し、発展途上国への製パン技術普及のための職人派遣を主導した。1988年に事務局長を引退したが、その後も、東京青雲会顧問などの要職を歴任した。2004年、東京青雲会50周年記念式典において感謝状を贈られた。2007年、世田谷区制75周年記念善行表彰の受賞者候補に推薦された。
2007年5月16日、自宅に押し入った強盗に頭を殴られ、死亡した。